# Criptomonedas en Venezuela

Estatus legal del Bitcoin en el mundo. Naranja (curso legal), verde (es legal usar Bitcoin), amarillo (existen restricciones sobre el uso legal de Bitcoin), rosado (interpretación de leyes antiguas, pero Bitcoin no está prohibido directamente), rojo (prohibición total o parcial) y gris (no hay información).

En los últimos años, Venezuela se ha posicionado como uno de los países con mayor adopción de criptomonedas en América Latina, impulsada por un prolongado colapso económico, hiperinflación y la constante devaluación de la moneda de curso legal, el bolívar. Ante la perdida progresiva del poder adquisitivo y las restricciones para acceder a divisas extranjeras, una parte significativa de la población ha optado por el uso de activos digitales —principalmente Bitcoin y stablecoins como Tether— como mecanismos de protección patrimonial, recepción de remesas y realización de transacciones cotidianas fuera del sistema financiero tradicional. Esta tendencia ha transformado significativamente la economía informal, donde las criptomonedas no solo representan una alternativa financiera emergente, sino también un instrumento de resiliencia socioeconómico en un entorno caracterizado por la inestabilidad macroeconómica y la ambigüedad regulatoria.

## Historia
La adopción de criptomonedas en Venezuela comenzó a acelerase hacia 2013, coincidiendo con la llegada de las primeras plataformas de intercambio y sistemas P2P al mercado. Sin embargo, fue a partir de 2017, en medio de un contexto de hiperinflación aguda, cuando su uso se masificó. Según datos de LocalBitcoins, en 2019 el volumen de transacciones de Bitcoin alcanzó a 303 millones de dólares, impulsado por la necesidad de resguardar el valor frente a la devaluación y las restricciones cambiarias. Esta cifra disminuyó a 246 millones en 2020, en parte debido al impacto de la pandemia de COVID-19, aunque el interés general por los activos digitales se mantuvo activo. 
En 2024, el mercado de criptomonedas en el país experimentó un crecimiento del 110 % desde mediados de 2023, según datos de la firma Chainalysis. Este aumento se vio impulsado por el desarrollo de las finanzas descentralizadas (DeFi) y el uso creciente de stablecoins para el envío de remesas. Asimismo, el volumen de transacciones en criptomonedas alcanzó los 11.700 millones de dólares en el segundo trimestre de ese año, lo que posicionó a Venezuela como el país con mayor crecimiento en América Latina durante dicho período.

## Uso cotidiano
Las criptomonedas han adquirido un papel relevante en la vida diaria de un sector significativo de la población venezolana, especialmente en el ámbito de la economía informal. En ausencia de un sistema financiero confiable y estable, estos activos digitales se utilizan como medio de pago entre particulares, herramienta para efectuar micropagos y canal alternativo para realizar operaciones comerciales.
Plataformas como Binance, LocalBitcoins y aplicaciones con funcionalidades de intercambio entre pares (P2P), como Ibis, permiten a los usuarios operar sin recurrir a instituciones financieras tradicionales. Binance introdujo el comercio P2P con bolívares (VES) en abril de 2020, habilitando intercambios directos entre usuarios sin comisiones, lo que favoreció una rápida adopción en el país. Desde entonces, ha consolidado su posición mediante un crecimiento sostenido en el volumen de operaciones. Según representantes de la empresa, las transacciones en bolívares aumentaron hasta un 300 % en un periodo de tres semanas, y el volumen mensual supera los 200 millones de dólares. Desde 2020, Binance ha superado a LocalBitcoins en volumen negociado y se ha convertido en un referente del mercado paralelo de divisas, particularmente mediante stablecoins como USDT, preferidas por su estabilidad frente a la inflación.
La plataforma también ha permitido a los usuarios realizar conversiones ágiles entre bolívares y criptomonedas como Bitcoin (BTC) y Tether (USDT), contribuyendo así al crecimiento del comercio digital desde 2021. LocalBitcoins, por su parte, desempeñó un papel destacado durante el auge inicial de las transacciones P2P. En abril de 2021, alcanzó un máximo histórico con más de 9 billones de bolívares transados en una sola semana, lo que evidenció su importancia como alternativa en un entorno financiero restringido.
Ambas plataformas han mantenido su operatividad a pesar de limitaciones técnicas, como las interrupciones asociadas a reconversiones monetarias que afectaron temporalmente los pares en bolívares. No obstante, continúan siendo canales relevantes para el comercio entre pares, valorados por su rapidez y confiabilidad. Usuarios reportan que es posible realizar transacciones seguras incluso en contextos de inestabilidad eléctrica o conectividad limitada. La aplicación móvil de Binance se encuentra entre las más descargadas en Venezuela, lo que refleja su amplia adopción para operaciones cotidianas.
El uso de criptomonedas se ha generalizado entre trabajadores por cuenta propia, pequeños comerciantes y profesionales independientes, quienes las utilizan para recibir pagos en situaciones donde escasea el efectivo o el acceso a servicios bancarios está restringido. Asimismo, representan un canal relevante para el envío de remesas: aproximadamente el 16 % de los migrantes venezolanos utiliza criptomonedas con este fin, evitando intermediarios tradicionales o informales. Los receptores suelen convertir estos fondos a stablecoins como USDT, como estrategia para mitigar la pérdida de valor del bolívar.
En términos de adopción, el crecimiento del mercado ha sido significativo. Según datos de 2024, Venezuela experimentó un incremento del 110 % en el volumen de operaciones con criptomonedas durante el segundo trimestre del año, alcanzando un estimado de 20.000 millones de dólares. Esta tendencia evidencia el papel de estas plataformas como infraestructura alternativa para pagos y resguardo económico en un entorno financiero caracterizado por restricciones estructurales.